# Información completa
Información completa es un término usado en economía y teoría de juegos para describir una situación económica o un juego en el que el conocimiento acerca del mercado de los otros participantes está disponible para todos los jugadores. Cada jugador conoce las recompensas y estrategias disponibles para los demás.
La información completa es una de las precondiciones teóricas de un mercado perfectamente competitivo eficiente. En cierto sentido es un requisito de la asunción realizada por otra parte en teoría económica de que los participantes de un mercado actúan racionalmente. Si un juego no es de información completa, entonces los jugadores no pueden predecir el efecto que sus acciones tendrán en otros jugadores (aunque presuponga que los demás participantes actuarán racionalmente).

## Información completa o información perfecta

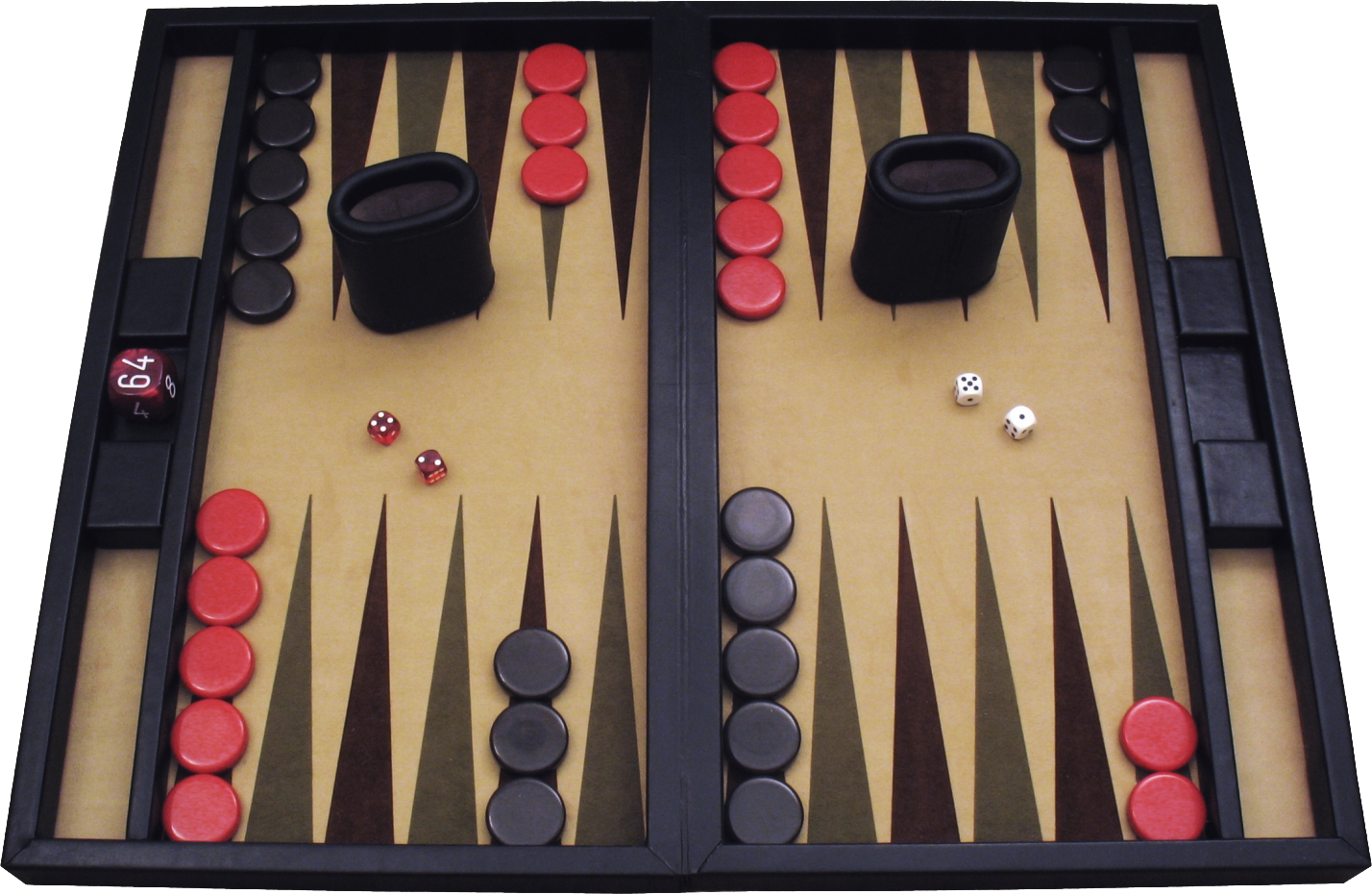
Un juego de backgammon contemporáneo

Aunque similar, el concepto de información perfecta no es idéntico. La información completa se refiere al estado de conocimiento sobre la estructura del juego, no necesariamente al conocimiento del devenir del juego. Por ejemplo, se puede tener información completa en el dilema del prisionero y seguir siendo un juego de información imperfecta, pues no se conocen las acciones del otro jugador.
Es más difícil encontrar ejemplos de información perfecta pero incompleta. Supóngase que se está jugando una partida de ajedrez contra un oponente que recibirá una cantidad de dinero si se da una situación particular, pero no conocemos qué situación es esa. En este caso tenemos información perfecta, pues conocemos todos los movimientos del adversario. Sin embargo, al no conocer la función de recompensas del otro jugador, estamos ante un juego de información incompleta.

## Información cierta
Algunos autores distinguen entre información completa e información cierta. En este contexto, el término información completa se usa para describir un juego en el que todos los jugadores conocen el tipo del resto de jugadores, por ejemplo conocen las recompensas y espacios de estrategia de los demás jugadores. El término información cierta describe un juego en el que todos los jugadores conocen exactamente a qué juego están jugando en el sentido de que conocen la recompensa de cada estrategia dadas las estrategias de los demás jugadores. Una forma equivalente de hacer la distinción, particularmente útil en el contexto de forma extensa de un juego, es designar como juego de información incompleta a cualquier juego en el que la naturaleza mueve primero y designar como información incierta a cualquier juego en el que la naturaleza mueve tras el movimiento de los jugadores.